# Municipio de Greenfield (condado de Jones)
El municipio de Greenfield (en inglés: Greenfield Township) es un municipio ubicado en el condado de Jones en el estado estadounidense de Iowa. En el año 2010 tenía una población de 653 habitantes y una densidad poblacional de 6,98 personas por km².

## Geografía
El municipio de Greenfield se encuentra ubicado en las coordenadas 41°59′27″N 91°18′25″O / 41.99083, -91.30694. Según la Oficina del Censo de los Estados Unidos, el municipio tiene una superficie total de 93.57 km², de la cual 93,57 km² corresponden a tierra firme y (0 %) 0 km² es agua.

## Demografía
Según el censo de 2010, había 653 personas residiendo en el municipio de Greenfield. La densidad de población era de 6,98 hab./km². De los 653 habitantes, el municipio de Greenfield estaba compuesto por el 98,62 % blancos, el 0,61 % eran asiáticos y el 0,77 % eran de una mezcla de razas. Del total de la población el 0,92 % eran hispanos o latinos de cualquier raza.